# Харитонова, Светлана Николаевна
Светла́на Никола́евна Харито́нова (при рождении — Соро́кина; 30 января 1932, Москва — 8 января 2012, там же) — советская и российская актриса театра и кино.

## Биография
Родилась 30 января 1932 года в Москве.
В 1954 году окончила Школу-студию МХАТ (курс С. К. Блинникова и Г. А. Герасимова). Ещё во время учёбы в школе-студии вышла замуж за Леонида Харитонова. После двух лет совместной жизни они развелись.
С 1957 по 1969 год работала в Московском академическом театре Сатиры.
В 1966 году окончила Высшие телевизионные режиссёрские курсы при Центральном телевидении, а также режиссёрский факультет ВГИКа.
Однажды после съёмок Светлана Харитонова везла группу артистов на своей машине и сбила прохожую. Женщина погибла. Последовал суд, были ходатайства, поручительства. Родственники погибшей обратились к правосудию с просьбой не быть слишком суровым. Актрисе дали условный срок и выслали во Владимирскую область, где она три года работала на железобетонном заводе. Во время отбывания наказания организовывала художественную самодеятельность.

### Смерть
Светлана Харитонова скончалась 8 января 2012 года в Москве после продолжительной болезни, не дожив трёх недель до своего 80-летия. Урна с её прахом была захоронена 16 января 2012 года на Хованском кладбище.

## Творчество

### Роли в театре
- «Двенадцать стульев» И. Ильфа и Е. Петрова — мадам Грицацуева
- «Золотой телёнок» И. Ильфа и Е. Петрова — Зося
- «Над пропастью во ржи» Джерома Сэлинджера — Пэгги

### Фильмография
- 1955 — Сын — работница с лопатой
- 1955 — Солдат Иван Бровкин — подруга Любаши
- 1955 — Земля и люди — Домна Ушакова
- 1955 — Доброе утро — девушка на танцевальном вечере, «царица бала»
- 1956 — Две жизни — Нюра
- 1956 — Полюшко-поле — Квасова
- 1957 — Необыкновенное лето — руководитель детского кружка
- 1957 — Неповторимая весна — Маша
- 1957 — Летят журавли — Ирина Бороздина
- 1957 — К Чёрному морю — администратор гостиницы
- 1957 — Девушка без адреса — Клава, крановщица
- 1958 — Девушка с гитарой — покупательница из Кулунды
- 1959 — Неподдающиеся — Лиза Кукушкина, подруга Нади
- 1959 — Белые ночи — Фёкла
- 1959 — Добровольцы — военная регулировщица
- 1960 — Степные рассветы — Луша
- 1960 — Русский сувенир — Олимпиада Васильевна Сафонова
- 1960 — Осторожно, бабушка! — Шура
- 1961 — Совершенно серьёзно (новелла «История с пирожками») — Тонечка, кассир
- 1961 — Морская чайка — Нонна Павловна
- 1961 — Жизнь сначала
- 1961 — Друг мой, Колька! — Евгения Петровна, классный руководитель
- 1961 — Годы девичьи — Варвара
- 1961 — В трудный час — Варвара Окнова
- 1962 — Яблоко раздора — Ганна Николаевна Горовая
- 1962 — Порожний рейс — Тоня Крюкова, жена Виктора
- 1963 — Понедельник — день тяжёлый — Зинаида Павловна
- 1963 — Непридуманная история — Люба
- 1963 — Короткие истории — хозяйка квартиры («Умелец») / сотрудница («Тайна комнаты № 216»)
- 1964 — Приключения Толи Клюквина — Серафима Андреевна, медсестра
- 1964 — Голубая чашка — Варвара, дочь колхозного сторожа, мама карапуза Фёдора
- 1965 — Фантазёры — мама Яши
- 1965 — Дорога к морю — Дуся
- 1965 — Год как жизнь — Ленхен
- 1965 — Ваш сын и брат — аптекарша
- 1966 — Весёлые расплюевские дни — Людмила Спиридоновна Брандахлыстова, мещанка
- 1967 — Фокусник — Саша, жена Димы
- 1967 — Спасите утопающего — Светлана Николаевна
- 1967 — Места тут тихие — Клава, девушка на танцах
- 1967 — Доктор Вера — гражданка
- 1968 — Встречи на рассвете — Ольга
- 1969 — Братья Карамазовы
- 1969 — Последние каникулы — мать Гарика
- 1969 — День и вся жизнь — Соня
- 1970 — Городской романс — Зина, жена экономиста
- 1973 — Письмо из юности — мать Тони
- 1973 — Нейлон 100 % — Глаша, домработница Бадеева
- 1975 — Честное волшебное — регистратор клиники Мастера Клея
- 1975 — Не может быть! — Эльмира, подруга Катерины
- 1976 — Цветы для Оли — Мария, мама Алёши
- 1976 — Трын-трава — Елена Карповна, квартирная хозяйка Вадима
- 1976 — Белый Бим Чёрное ухо — Анна Павловна, учительница
- 1977 — Почти смешная история — проводница
- 1977 — Марка страны Гонделупы — тётя Кирилки
- 1978 — Мятежная баррикада
- 1978 — Кот в мешке — Громова, фотокорреспондент
- 1978 — Живите в радости — Буркова, старший следователь прокуратуры
- 1978 — Вас ожидает гражданка Никанорова — соседка Люда
- 1979 — Вкус хлеба — тётя Вера
- 1980 — Полёт с космонавтом — Брылкина, жена Ивана Петровича
- 1980 — Кто заплатит за удачу — многодетная мать
- 1982 — Найди свой дом — Варвара Петровна
- 1982 — За счастьем — Ксения Фёдоровна
- 1982 — Берегите мужчин! — инспектор технадзора
- 1984 — Что у Сеньки было — бабушка Маруськи
- 1984 — Зачем человеку крылья — Катерина
- 1984 — Гостья из будущего — Весельчак У в образе «тёти» Алисы
- 1987 — Приход Луны — Степанида
- 1987 — Лиловый шар — Баба-Яга
- 1987 — Визит к Минотавру — Евдокия Петровна Обольникова, соседка Полякова
- 1988 — Предлагаю руку и сердце — Нина Ивановна
- 1988 — Грешник — тётя Дуся
- 1988 — Артистка из Грибова — железнодорожница
- 1989 — Свой крест — тётя Паша
- 1989 — Из жизни Фёдора Кузькина — Цыплакова Варвара Петровна
- 1989 — Двое на голой земле — тётя Соня
- 1990 — Футболист — домработница
- 1990 — Похороны Сталина — тётка Жени
- 1991 — Бабочки
- 1991 — Без правосудия — Серафима Ивановна
- 1992 — Емеля-дурак — мать Емели

### Киножурнал «Ералаш»
- 1985 — Выпуск № 51 (сюжет «Для тех, кто спит») — Марья Ивановна, учительница физики